# تسالي (شركة)
تسالي هو الاسم المختصر لشركة تسالي السعودية للصناعات الغذائية، ثاني أكبر شركة للوجبات الخفيفة في السعودية. في عام 2001، استحوذت عليها شركة بيبسيكو. تنتج رقائق بطاطس تسالي، بالإضافة إلى إنتاج وتوزيع علامات بيبسي الأخرى مثل ليز وتشيتوس.

## أنواع ونكهات
أنواع ونكهات تسالي:

### حالية
- رقائق بطاطس
  - كاتشب
  - الفلفل الحار
  - كاتشب حار
  - كمون وليمون
  - حار نار: ليمون أسود
  - تمر وطحينة
  - شطة وليمون
- تسالي وناسة (منتفخات ذرة)
  - كاتشب
  - جبنة

### سابقة
- رقائق بطاطس
  - الجبنة بالفلفل
  - مشاوي بالتوابل
  - جبنة تشيدر
  - اللبن والأعشاب
- تسالي فشار
  - زبدة
  - جبنة تشيدر

## روابط خارجية
- خبر عن الشراء (بالإنجليزية)